# Віджа: Походження зла
«Віджа: Походження зла» (англ. Ouija: Origin of Evil) — американський фільм жахів 2016, зфільмований режисером Майком Фленеґаном. Стрічка є приквелом фільму «Віджа: Смертельна гра» (2014). Прем'єра стрічки в Україні відбулась 27 жовтня 2016 року.

## Синопсис
У стрічці про молоду вдову з двома доньками, які під час спіритичного сеансу випадково викликають у свій дім первісне зло.

## У ролях
| Актор           | Роль                                      |
| --------------- | ----------------------------------------- |
| Елізабет Різер  | Еліс Зандер                               |
| Анналіза Бассо  | Поліна Зандер (старша донька Еліс Зандер) |
| Лін Шей         | Поліна Зандер (у похилому віці)           |
| Лулу Вілсон     | Доріс Зандер (молодша донька Еліс Зандер) |
| Генрі Томас     | отець Томас                               |
| Паркер Мак      | Майкі                                     |
| Геллі Чарльтон  | Еллі                                      |
| Сем Андерсон    | містер Браунінґ                           |
| Кейт Сіґел      | Дженні Браунінґ                           |
| Даґ Джонс       | Маркус                                    |
| Алексіс Дж.Залл | Бетті                                     |
| Ів Ґордон       | Джоан                                     |
| Джон Проскі     | лікар Фуллер                              |
| Елі Кітс        | мати Еллі                                 |
| Лінкольн Мелчер | Джек                                      |

## Виробництво
Зйомки фільму почались 9 вересня 2015 року і закінчились 21 жовтня того ж року.